# دارواگ
دارواگ (به لاتین: Darvag) یک منطقهٔ مسکونی در روسیه است که در داغستان واقع شده‌است.